# Oreophryne flava
Espèce
Statut de conservation UICN

 DD  : Données insuffisantes
Oreophryne flava est une espèce d'amphibiens de la famille des Microhylidae.

## Répartition
Cette espèce est endémique des régions montagneuses du centre de la province indonésienne de Papouasie en Nouvelle-Guinée occidentale,.

## Publication originale
- Parker, 1934 : A Monograph of the Frogs of the Family Microhylidae, p. 1-208.